# نخل کریسمس
نخل کریسمس(نام علمی: Adonidia merrillii) نام یک گونه از تیره نخل است.